# Cristóbal Hara
Cristóbal Hara (Madrid, 1946) es un fotógrafo español destacado en el ámbito de la nueva fotografía documental, y reconocido en los círculos internacionales de la  "street photography", fue galardonado entre otros, con el Premio Nacional de Fotografía 2022.

## Biografía
Nació en 1946 en Madrid. Hijo de madre alemana y padre español nació en Madrid circunstancialmente. Tras el fallecimiento de su madre a los pocos meses de nacer él, volvió con su padre a Manila (Filipinas) donde se encontraba la familia de este. Fue criado en un entorno anglosajón. En Manila se hablaba inglés además de Tagalog. Su  padre se casó con una norteamericana de segundas nupcias y en su casa aprendió a hablar inglés y alemán antes que español, pero siempre tuvo conciencia de pertenecer a una familia española. 
Pasó su primera infancia entre Filipinas y Estados Unidos, escolarizado primero en el colegio La Salle de Manila y durante un año en Atlanta (Georgia). A los 9 años ingresó solo como interno en un colegio religioso de Valladolid, después cursó estudios de Dirección de Empresas y Derecho primero en ICADE en Madrid, y luego en Hamburgo y Múnich

## Trayectoria
En 1969, aún en Alemania, decide dedicarse definitivamente a la fotografía. Será en esta primera etapa, que trabajará en blanco y negroadoptando un estilo clásico influenciado por Henri Cartier-Bresson y Robert Frank, siguiendo las convenciones del reportaje de la época
Se instaló en Londres para trabajar como fotoperiodista desde finales de 1971 hasta 1980. En ese periodo, la agencia de John Hillelson de Londres le representaba, pero también colaboró puntualmente con la agencia Viva de París. En 1974 realizó su primera exposición colectiva Three Photographers, en el londinense Victoria & Albert Museum.
En 1980, se traslada a España, donde colabora con la agencia Cover (Madrid) trabajando como fotoperiodista. pero él no se consideraba buen fotoperiodista y en su búsqueda de formas alternativas de construir la imagen en 1985 pasa de fotografiar en blanco y negro a emplear de manera exclusiva el color, encontrando su propio camino, "No fue hasta que empecé a trabajar con color, ya casi como último recurso, que de repente se me abrió la puerta y desde entonces no he parado de trabajar."Se apartó de la visión cromática de los fotógrafos americanos y se inspiró en pintores españoles como Goya, Velázquez y José de Ribera
En el color encontró su propia forma de construir las imágenes con los elementos formales evitando la forma “correcta”, trabajando concentrado en el ritmo visual de lo que le rodea, y encontrando su propio lenguaje. lo que le ha conferido un estilo muy particular e identificable

Será en los años 80, que el comisario de arte Alejandro Castellote bautice como “los cinco jinetes del Apocalipsis”, al conjunto de fotógrafos documentalistas formado por Cristina García Rodero, Koldo Chamorro, Fernando Herráez, Ramón Zabalza, y Cristóbal Hara que fotografiaban en las fiestas, romerías y procesiones de toda España Un grupo de fotógrafos que solo tenían en común “la pura coincidencia en un universo temático” que, eso sí, cada cual consideró desde su particular posición 
Cuando yo llegué a España había un gran complejo de inferioridad cultural. Era todavía la época de la dictadura […] En fotografía pasaba exactamente igual. Aquí todo lo bueno era lo que venía de fuera, había que hacer como los de fuera, y yo, como hice el viaje al revés, pues no tenía ningún complejo de este tipo. Lo que yo quería hacer, precisamente, era fotografía española, pero no española en los temas necesariamente, sino en el propio lenguaje, en la propia base cultural española; de la misma forma que mis compañeros americanos fotografiaban América y la cultura americana, yo quería fotografiar España y la cultura española […]
Trabajando en color, se ha podido dedicar a capturar el “momento irrelevante”: un instante que podría pasar por alto, una instantánea contingente, prescindible, anecdótica, pero narrativa, pero poética, pero fugitiva, como el signo que se resiste a su fijación, como la huella de una historia que se puede restituir (quizás). Singularidades todas ellas por las que fue reconocido con el premio nacional de Fotografía en 2022
Cristóbal Hara tampoco se considera un fotógrafo de calle, pero en 2001, Joel Meyerowitz que conoció su mirada a través del libro Vanitas , le incluyó en su libro de referencia Bystander: A History of Street Photography (ed 2001) lo que le dio visibilidad en los círculos de la "street photography" internacionales
Sus imágenes han sido publicadas en medios nacionales, como El País, La Vanguardia y El Semanal, o internacionales como Aperture, Camera, Creative Camera, DU, Photovisión o European Photography. Su obra ha pasado a formar parte de las colecciones de instituciones como el Museo Stedelijk de Ámsterdam, el Instituto de Arte de Chicago, Boston Museum of Fine Arts, el Victoria & Albert Museum de Londres o el Museo Nacional Centro de Arte Reina Sofía de Madrid.

## Exposiciones
INDIVIDUALES
- 1976 La Photogalería. Madrid.
- 1989 Galería Redor. ARCO. Madrid.
- 1989 Galería Nueva Imagen. Pamplona.
- 1991 Canon Image Centre. Ámsterdam.
- 1992 Galería Visor. Valencia.
- 1992 Tarazona Foto.
- 1993 Museo de Albacete.
- 1993 Museo Taurino Municipal de Córdoba.
- 1993 Palacio de la Gobernación. Universidad de Málaga.
- 1998 Fundación Antonio Pérez. Cuenca.
- 2000 Journées Photographiques de Bienne. Suiza.
- 2004 Galería Assolibri. Florencia.
- 2005 Alice Austen House Museum. Staten Island. N.Y.
- 2006 Canal de Isabel II. PHE06. Madrid.
- 2007 Huis Marseille. Ámsterdam.
- 2007 Centro Cultural Las Claras. Fotoencuentros. Murcia.
- 2009 La Llotja del Canem. Castellón de la Plana.
- 2009 Museu Coleçao Berardo. Lisboa.
- 2009 Galería Marlborough. Madrid.
- 2012 Galería Sánchez de la Madrid. Jerez de la Frontera.
- 2013 Galería Marlborough. Madrid.
- 2016 Centro de Fotografía Contemporánea. Bilbao.
- 2017 Galería Marlborough. Madrid.
- 2020 Espaço SP620. Oporto.
- 2023 Galería Blanca Berlín. Madrid.
- 2023 Museo de Arte Abstracto Español. Cuenca.

COLECTIVAS
- 1974 Three Photographers. Victoria & Albert Museum. Londres.
- 1985 Fotografie in Spanien. Folkwang Museum. Essen.
- 1988 Creation Photographique en Espagne. Musée Cantini. Marsella.
- 1988 Síntesis III. Galería Juana Mordó. Madrid.
- 1991 Vanishing Spain. Ministerio de Asuntos Exteriores. España
- 1992 Open Spain. Museum of Contemporary Photography. Chicago.
- 1996 Fotografía y Sociedad en la España de Franco. Ministerio de Cultura. España
- 1997 Europa Rondom. Stedelijk Museum. Ámsterdam.
- 2000 España ayer y hoy. MNCARS/España Nuevo Milenio. Madrid.
- 2001 Claves de la España del siglo XX. España Nuevo Milenio. Valencia.
- 2001 The sidewalk never ends. The Art Institute of Chicago.
- 2005 El pop español. Museo de Arte Contemporáneo Esteban Vicente. Segovia.
- 2005 El papel de la fotografía. Biblioteca Nacional. Madrid.
- 2007 Itinerarios Afines. SEACEX/Instituto Cervantes. Madrid.
- 2008 15 años de Fotografía española contemporánea. Ayuntamiento de Alcobendas.
- 2008 De lo humano: Fotografía Internacional 1950-2000. CAAC. Sevilla.
- 2009 Trabajos de campo. Fundació Foto Colectania. Barcelona.
- 2010 Trabajos de campo. Fundació Foto Colectania. Sevilla Foto–CAF. Almería.
- 2011 Los toros desde la barrera. Instituto Cervantes. Pekín.
- 2011 Zoom. Galería Marlborough. Madrid.
- 2014 Tan lejos, tan cerca. Fundació Foto Colectania/PHE. Barcelona-Madrid.
- 2014 Libros y otras publicaciones de artista, 1947-2013. Fundación Juan March. Madrid.
- 2017 Galería Blanca Berlín. Madrid.
- 2020 Basado en historias reales. Fundació Foto Colectania. Barcelona.
- 2021 Basado en historias reales. Sala Sabadell Herrero. Oviedo.
- 2021 España Adentro. Espacio Cultural Cordón. Fundación Caja de Burgos.

## Reconocimientos
Sus publicaciones han tenido reconocimientos nacionales e internacionales. En 1999 Su libro Vanitas (1999) fue premiado como Mejor Libro de Fotografía del año en PHotoEspaña; en 2008 el libro Autobiography, publicado por Steidl, recibió el  Deutscher Fotobuchpreis (Premio Alemán de Fotolibros); y el libro España color 1998-2020 editado por RM,  fue incluido en la lista Time de los 20 mejores Fotolibros de 2021, y reseñado por Joel Meyerowitz como uno de sus cuatro fotolibros favoritos de ese año
En 2016, recibió el premio Bartolomé Ros, concedido  a la mejor trayectoria española en fotografía.
En 2018 La Asociación Rapa das Bestas de Sabucedo le distinguió como Aloitador honorario
En 2019, fue homenajeado en el festival BasqueDok Sariaken un reconocimiento público tras la publicación de los libros premiados ‘Vanitas’ o ‘Autobiography’
En 2022, fue galardonado con el Premio Nacional de Fotografía otorgado por el Ministerio de Cultura de España.destacando la influencia que su obra tiene en el imaginario fotográfico español, con una producción en la que resuena la pintura, la literatura y la cultura popular, donde se diluyen las fronteras que separan el documento de la ficción

## Publicaciones
MONOGRÁFICAS
- Cuatro cosas de España. Ed. Visor, 1990. ISBN: 9788477749981
- Lances de Aldea. Ed PhotoVision, 1992. ISBN: 9788486620066
- Lagarto, Lagarto. Col Lo Mínimo. Ed Mestizo.1998 ISBN 84-89356-24-6
- Vanitas. Ed Mestizo y PhotoVision. 1998 ISBN: 84-86620-13-9 (Mejor libro de Fotografía PHE99)
- An Imaginary Spaniard. Ed Steidl UK (Thames) 2004 ISBN 978-3-88243-901-4
- Cristóbal Hara. Ed La Fábrica. 2006 ISBN 978-84-95471-00-0
- Contranatura. Ed La Fábrica. 2006 ISBN 978-84-96466-33-3
- Autobiografía Ed Steidl 2007 ISBN 978-3865214720 (Premio Alemán de Fotolibros 2008)
- España color 1985-2020 Ed RM Verlag. 2021 ISBN: 978-84-17975-74-6

Col. ENSAYOS BANALES(Sobre la construcción del lenguaje fotográfico)
- Archipiélago. Ensayos banales 1 Ed Anómalas 2014 ISBN 978-84-617-2033-0
- Al Escondite. Ensayos banales 2 Ed Anómalas 2014 ISBN 978-84-617-2034-7
- Caballo de Troya. Ensayos banales 3 Ed Anómalas 2015 ISBN: 978-84-608-2063-5
- Quo Vadis? Ensayos banales 4 Ed Anómalas 2016 ISBN 978-84-608-9549-7
- Los rojos. Ensayos banales 5 Ed Anómalas 2017 ISBN 978-84-617-8816-3
- ¿De que lado estás? Ensayos banales 6 Ed Anómalas 2018 ISBN: 978-84-09-04940-0
- Flores. Ensayos banales 7 Ed Anómalas 2018 ISBN: 978-84-09-18150-6
- 8 JC + Ensayos banales 8 Ed Anómalas 2022 ISBN: 978-84-09-38119-7
- En Público Ensayos banales 9 Ed Anómalas 2023 ISBN: 978-84-09-48093-7
- Camino al cielo Ensayos banales 10 Ed Anómalas 2024 ISBN: 978-84-09-62633-5

COMPILACIONES
- Sourires. Ed. Abbeville Press. París, 1991 ISBN-13. 978-2879460369
- Méditerranéennes. Ed. Contrejour. París, 1993. ISBN-10, 2859491244
- Bystander: A History of Street Photography. Ed. Bullfinch Press. New York, 2001. ISBN: 10-978-1786270665
- 100 Fotógrafos Españoles. Ed. Exit. Madrid, 2005. ISBN: 978-84-934639-2-2
- Trabajos de campo. Ed Fundación Foto Colectánea. 2009 ISBN 978-84-613-4133-7
- Street Photography Now. Ed. Thames & Hudson. London, 2010. ISBN:10- 0500289077
- Diccionario de fotógrafos españoles. Ed. La Fábrica/ACE. Madrid, 2013. ISBN 978-84-15691-09-9
- The World Atlas of Street Photography. Ed. Thames & Hudson. London, 2014. ISBN: 13- 978-0500544365